# SV Fortschritt Neustadt-Glewe
Der SV Fortschritt Neustadt-Glewe ist ein deutscher Mehrspartensportverein aus Neustadt-Glewe im Landkreis Ludwigslust-Parchim. Heimstätte der Mecklenburger ist das Stadion der Lederwerker, welches 3.000 Zuschauern Platz bietet.

## Sektion Fußball
In den 1930er Jahren spielte eine „Geschäftsmannschaft“ namens Adlero Neustadt in der Lübeck-Mecklenburger Bezirksklasse (damals 2. Liga). Gegründet hatte den Verein 1927 Otto Adler, Generaldirektor der Lederfabrik Adler & Oppenheimer. Zweimal nahm die Mannschaft an den Aufstiegsspielen zur Gauliga Nordmark teil. Der Vereinsname wurde 1936 in SV Neustadt-Glewe geändert.
Fortschritt Neustadt-Glewe wurde 1945 unter der Bezeichnung SG Neustadt-Glewe gegründet. Die Sportgruppe agierte bereits kurz nach ihrer Gründung, von 1947 bis 1950, in der Meisterschaft der Landesklasse Mecklenburg West. 1949 erfolgte eine Umbenennung in BSG Lederwerk Neustadt-Glewe, ab 1951 wurde eine erneute Namensänderung in BSG Fortschritt Neustadt-Glewe vollzogen.
Mit der Abschaffung der Länder und gleichzeitigen Gründung des Bezirkes Schwerin wurde die Betriebssportgemeinschaft Gründungsmitglied der 1952 geschaffenen drittklassigen Bezirksliga Schwerin. 1954 fuhren die Neustädter hinter Dynamo Schwerin die Vizemeisterschaft ein, in der Folgesaison errang die BSG vor Chemie Wittenberge erstmals die Schweriner Bezirksmeisterschaft.
Fortschritt Neustadt-Glewe stieg im Anschluss in die 1955 neu gegründete drittklassige II. DDR-Liga auf, in der sie bis 1959 mit überwiegend gesicherten Mittelfeldplätzen agierte. 1960 (letzte Saison, in der nach dem Kalenderjahr gespielt wurde) erfolgte hinter Tiefbau Berlin und Motor Neptun Rostock der Wiederabstieg in die nun viertklassige Bezirksliga. In der Bezirksliga spielte die BSG bis 1988 insgesamt 28 Spielzeiten. Gleich in der ersten Saison 1961/62 verpasste sie als Dritter hinter Vorwärts Schwerin und Vorwärts Perleberg nur knapp den Wiederaufstieg in die II. DDR-Liga. Mit Beginn der Saison 1963/64 wurde die II. DDR-Liga abgeschafft, die Bezirksligen waren nun wieder drittklassig.
1990 wurde die BSG zum SV Fortschritt Neustadt-Glewe erneut umbenannt. Sportlich trat der Verein nach der Wende nicht mehr höherklassig in Erscheinung. Aktuelle Spielklasse ist die Landesklasse IV Mecklenburg-Vorpommern (8. Liga).

### Statistik
- Teilnahme II. DDR-Liga: 1955 bis 1960
- Teilnahme FDGB-Pokal: 1956 (1. HR 1:2 gegen Einheit Rostock), 1958 (1. HR 3:1 n. V. gegen SC Aufbau Magdeburg, 2. HR 1:2 gegen Empor Rostock), 1961/62 (0:1 gegen den ASK Vorwärts Rostock)

## Sektion Volleyball
Die erste Frauenmannschaft spielte mehrere Jahre in der Zweiten Bundesliga Nord. Von 2012 bis 2015 trat das vorher in der Regionalliga spielende Team in der neu geschaffenen Dritten Liga Nord an. Dort konnte in den Saisons 2012/13, 2013/14 und 2014/15 dreimal in Folge die Liga gewonnen werden, ein Aufstieg erfolgte aus wirtschaftlichen Gründen jedoch nicht, 2015 erfolgte sogar der Rückzug. Es gibt neben mehreren Freizeitgruppen eine Ü31-Frauenmannschaft, die 2018 Deutscher Seniorenmeister wurde.